# 文山鸡屎树
文山鸡屎树（学名：Lasianthus bunzanensis）为茜草科粗叶木属下的一个种。